# Hans Freudenthal
Hans Freudenthal (17 de septiembre de 1905 – 13 de octubre de 1990) fue un matemático neerlandés nacido en Alemania. Contribuyó sustancialmente a la topología algebraica, y mostró interés en temas tan variados como son la literatura, la filosofía, la historia y la enseñanza de la matemática.

## Biografía
Freudenthal nació en Luckenwalde, Alemania, el 17 de septiembre de 1905, hijo de un profesor judío. Ya de niño mostró interés tanto por las matemáticas como por la literatura. En 1923 empezó sus estudios de matemáticas en la Universidad de Berlín. Conoció a Brouwer en 1927, cuando éste dio una conferencia en Berlín, y en el mismo año Freudenthal visitó la Universidad de París.  Escribió su tesis doctoral sobre grupos topológicos bajo la dirección de Heinz Hopf en Berlín, y la defendió en 1930. Ese mismo año se mudó a Ámsterdam para trabajar con Brouwer en la Universidad, y pronto obtuvo la posición de profesor adjunto. En 1932 se casó con la lingüista holandesa Suus Lutter, con la que tuvo cuatro hijos.
Siendo un judío alemán, su permanencia en Holanda le protegió de las leyes antijudías que los nazis proclamaron en Alemania después de llegar al poder en 1934. Pero en 1940 los alemanes invadieron Holanda y Freudenthal fue despedido de su trabajo en la Universidad. En 1943 fue enviado a un campo de trabajo forzoso en Havelte, al Norte de Holanda, donde trabajó como peón en la construcción de un aeropuerto militar. En 1944 escapó y volvió a Ámsterdam en el último tren que salió antes de que la huelga de ferrocarriles bloqueara el transporte ferroviario del país hasta el final de la guerra. En Ámsterdam vivió escondido y retomó sus trabajos literarios, ganando un primer premio de novela presentada a concurso bajo nombre falso.
Después de la guerra recuperó su posición en la Universidad de Ámsterdam, y en 1946 fue nombrado catedrático de Matemáticas Puras y Aplicadas en la Universidad de Utrecht, donde trabajaría el resto de su vida. Fue el octavo presidente de la International Commission on Mathematical Instruction desde 1967 hasta 1970. En 1971 fundó el Institute for the Development of Mathematical Education (IOWO) en la Universidad de Utrecht, que después de su muerte fue bautizado como Freudenthal Institute, y que ahora se llama Freudenthal Institute for Science and Mathematics Education. En 1972 fundó y se convirtió en editor principal de la revista Geometriae Dedicata. Se retiró de la Universidad en 1975, y de la editorial en 1981. Murió en Utrecht en 1990, sentado en un banco en el parque donde solía hacer su paseo diario, contar historias y plantear enigmas matemáticos a los niños del barrio.

## Contribuciones

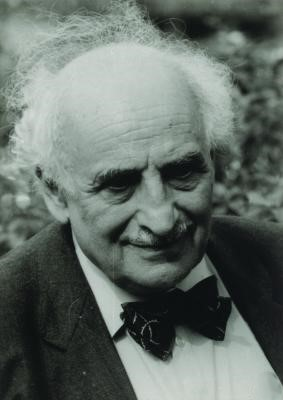
Hans Freudenthal en 1983

En su tesis doctoral, publicada como artículo en una revista científica en 1931, Freudenthal introdujo el concepto del fin del espacio topológico En 1936, trabajando con Brouwer, Freudenthal probó el llamado teorema espectral de Freudenthal sobre la existencia de aproximaciones uniformes por función simple en el espacio de Riesz. En 1937 probó el teorema de suspensión de Freudenthal. En las décadas de los cincuenta y sesenta, creó también el Cuadrado mágico de Freundenthal, una construcción en el álgebra de Lie desarrollada por él mismo (e independientemente por Jacques Tits).
En los últimos años de su vida, Freudenthal se centró en la didáctica de las matemáticas. Sobre la base de sus ideas, se creó el método de Educación de Matemáticas Realistas (o en Contexto).
Freudenthal publicó en 1969 el Puzzle imposible, un puzle matemático en el que, solo aparentemente, hay una falta de información suficiente para su solución. También creó un lenguaje artificial, llamado Lincos, que debería hacer posible la comunicación con formas de vida extraterrestres.

## Publicaciones
- Freudenthal, Hans (1931), «Über die Enden topologischer Räume und Gruppen», Mathematische Zeitschrift 33: 692-713, Zbl 0002.05603, doi:10.1007/BF01174375.
- Freudenthal, Hans (1936), «Teilweise geordnete Moduln», Proc. Akad. Wet. Amsterdam (en alemán) 39: 641-651, Zbl 0014.31302..
- Freudenthal, Hans (1937), «Über die Klassen der Sphärenabbildungen. I. Große Dimensionen», Compositio Mathematica (en alemán) 5: 299-314, Zbl 0018.17705..
- Freudenthal, Hans (1960), Lincos: design of a language for cosmic intercourse, Studies in logic and the foundations of mathematics, North-Holland Pub. Co...
- Freudenthal, Hans; de Vries, H. (1969), Linear Lie Groups, Pure and Applied Mathematics 35, New York: Academic Press, MR 0260926..
- Freudenthal, Hans (1972), Mathematics as an Educational Task, Springer, ISBN 9789027702357..
- Freudenthal, Hans (1986), Didactical Phenomenology of Mathematical Structures, Mathematics Education Library 1, Springer, ISBN 9789027722614..
- Freudenthal, Hans (1991), Revisiting Mathematics Education: China Lectures, Kluwer Academic Publishers, ISBN 0-7923-1299-6..
- Freudenthal, Hans y Freudenthal, Matías (2015). El viaje de Ofantito. Esdrújula Ediciones. p. 136. ISBN 978-84-164850-9-3. [Relato infantil que dejó inacabado en 1943, terminado y traducido al español por su hijo Matthijs (Matías)][18]

## Premios y honores
- Miembro de la Real Academia Holandesa de las Artes y las Ciencias en 1951.[19]
- Miembro honorario de la Academia Internacional de la Historia de la Ciencia.
- Ganó el Gouden Ganzenveer en 1984.[20]
- En 2000, la International Commission on Mathematical Instruction creó una distinción en su honor, la Medalla Hans Freudenthal. Algunos de sus ganadores han sido Celia Hoyles, Paul Cobb, Anna Sfard, Yves Chevallard, Luis Radford y Frederick Leung.
- Lleva su nombre el «Freudenthal Institute for Science and Mathematics Education» de la Universidad de Utrecht. Freudental lo había fundado en 1971, siendo renombrado en su honor en 1991.[3]
- En 2003 se estableció el «Freudenthal Institute - USA» para la educación en ciencias y matemáticas en la Universidad de Wisconsin-Madison, desde 2005 radicado en la Universidad de Colorado en Boulder.[21]
- El asteroide 9689 Freudenthal se nombró en su honor.[22]